# Бартлетт, Нил
Нил Ба́ртлетт (англ. Neil Bartlett; 15 сентября 1932, Ньюкасл-апон-Тайн, Великобритания — 5 августа 2008, Уолнат-Крик, США) — химик, открывший соединения благородных газов.

## Биография, образование
Нил Бартлетт родился в 1932 году в Ньюкасле в семье владельца бакалейного магазина. До Великой депрессии его отец был корабельным плотником — эта профессия передавалась в семье выходцев из Шотландии на протяжении пяти поколений. Кроме Нила, в семье было ещё двое детей. Отец Нила умер в 1944 году относительно молодым от последствий отравления газами во время Первой мировой войны, но бакалейная торговля приносила достаточно доходов, чтобы семья не бедствовала после его смерти. Нил и его старший брат Кен на карманные деньги развернули торговлю мороженым, которая стала также приносить им доход; заработанные деньги Нил тратил на литературу по химии и лабораторное оборудование.
Нил учился в Хитонской школе для мальчиков, где упор делался на преподавание естественных наук, а после её окончания поступил в Королевский колледж Даремского университета (ныне Ньюкаслский университет). Первоначально он собирался заниматься биохимией, но позже его интерес привлекла неорганическая химия. Получив в 1954 году степень бакалавра, он присоединился к исследовательской группе П. Л. Робинсона, в 1958 году защитив докторскую диссертацию. За год до этого он женился на Кристине Кросс.
После получения докторской степени Бартлетт начал работу в университете Британской Колумбии (Ванкувер, Канада), где в 1964 году получил профессорское звание. Два года спустя он перешёл на должность профессора химии в Принстонe, а ещё через три года — на аналогичную должность в Калифорнийском университете в Беркли, где проработал до конца карьеры. Параллельно с преподавательской работой он 30 лет (до 1999 года) сотрудничал с Национальной лабораторией Лоуренса, также входящей в структуру Калифорнийского университета. В 1999 году Бартлетт ушёл на покой, на следующий год получив американское гражданство.
Нил Бартлетт скончался 5 августа 2008 года, в возрасте 75 лет, от аневризмы аорты.

## Научные исследования
В ходе работы в университете Британской Колумбии в центре внимания Бартлетта и Г. Ч. Кларка были фториды германия и металлов платиновой группы. Ещё в процессе работы над докторской диссертацией при фторировании платиновых солей ему случайно удалось получить летучее вещество красного цвета и повышенной летучести, которое, как он позже доказал, являлось гексафтороплатинатом диоксигенила О2+ — O2[PtF6]. Этот результат означал, что участвовавший в реакции гексафторид платины PtF6 способен окислять даже кислород. Этот и другие гексафториды на протяжении длительного времени оставались в центре исследований Бартлетта.
В 1962 году Бартлетт обратил внимание на то, что потенциалы ионизации ксенона и радона — благородных газов, на тот момент считавшихся неспособными к образованию соединений, — близки к аналогичному показателю у кислорода. Следующим шагом стала попытка окислить приготовленный образец ксенона, используя стеклянный сосуд и кварцевую аппаратуру. В результате контакта ксенона с гексафторидом платины давление в сосуде понизилось и образовалось вещество жёлто-оранжевого цвета. Первоначально предполагалось, что формула нового соединения — [Xe]+[PtF6]-, но позже формула была пересмотрена, приобретя вид [XeF]+[PtF5]-. Этот опыт стал первым в большой серии экспериментов с ксеноном.
После посещения Аргоннской национальной лаборатории в октябре 1962 года, достигшей значительных успехов в исследовании соединений ксенона, Бартлетт избрал приоритетным направлением своих исследований получение оксида ксенона, получив первый опытный образец спустя несколько месяцев.
В январе 1963 года, Бартлетт и его аспирант были госпитализированы после взрыва в лаборатории. При попытке получить кристаллы ХеF2 соединение взорвалось: оба получили ранения глаз осколками стекла. По свидетельству самого Бартлетта, они, думая, что соединение может содержать остатки воды, сняли очки, чтобы получше рассмотреть содержимое колбы. Они провели в больнице почти месяц, и Бартлетт остался слепым на один глаз. Последний кусок стекла был удален из глаза 27 лет спустя.
Бартлетт знаменит не только исследованиями инертных газов, но и исследованиями химических свойств фтора. Получил ряд новых бинарных фторидов — RdF4, RhF5, IrF5 и другие, изучил их структуру. В 1974 году разработал способ синтеза солей, содержащих перфторароматические катионы. Совместно с Б. Земва и его коллегами по работе открыл новый метод синтеза термодинамически неустойчивых фторидов с высокой степенью окисления. Помимо этого он синтезировал множество новых соединений графита с металлами, включая те, что могут использоваться в качестве перспективных материалов для изготовления батарей. В итоге к концу научной карьеры из всех соединений, которые он мечтал получить, осталось недосягаемым только одно — гексафторид золота.

## Почётные награды и премии

### Почётные премии и медали
- Медаль Кордэй−Моргана[англ.] Королевского химического общества, Лондон 1962 г.
- Премия EWR Steacie (ЕВР Стеси), Канада 1965 г.
- Премия Research Corporation (Ресерч Корпорейшн), 1965 г.
- Медаль Эллиота Крессона (Институт Франклина штат Пенсильвания), 1968 г.
- Медаль Kirkwood of Yale University (Кирквуд, Йельский университет), 1969 г.
- Медаль New Haven Section A.C.S. (Нью Хэвен Секшон А.СИ.ЭС.), 1969 г.
- Премия ACS по неорганической химии[нем.], 1970 г.
- Премия имени Дэнни Хайнемана (Геттингенская Академия), 1971 г.
- Премия Роберта А. Уэлча по химии[англ.], Хьюстон, Техас 1976 г.
- Медаль Jozef Stefan Institut (Институт Джозефа Стефана), Любляна 1980 г.
- Медаль Уильяма Г. Николса[нем.], 1983 г.
- Медаль Moissan Fluorine Centennial (Моиссан Флуорин Центениал), 1986 г.
- Премия Prix Moissan (Прикс Моиссан), 1988 г.
- Особые заслуги по службе в неорганической химии, ACS (А.СИ.ЭС.), 1989 г.[1]
- Премия Лайнуса Полинга, Pacific N.W. Sections, A.C.S (Тихоокеанское ЭН.ВЭ. Подразделение, А.СИ.ЭС.), 1989 г.
- Премия ACS за творческую работу по химии фтора, 1992 г.[2]
- Bonner Chemiepreis,U (Боннер Чемиэпрейз,У), Бонн, Германия 1992 г.
- Berkeley Citation (Беркли Цитейшн), University of California (Калифорнийский Университет), Беркли 1993 г.
- Медаль Дэви, 2002 г.

Текст мемориальной доски в университете Британской Колумбии (на английском и французском языках):
«В этом здании в 1962 году Нил Бартлетт продемонстрировал первую реакцию благородного газа. Семейство благородных газов — гелий, неон, аргон, криптон, ксенон и радон — ранее считались инертными. Объединив ксенон с фторидом платины, Бартлетт создал первое соединение благородного газа. С этой реакции берет своё начало одна из областей химии — химия благородных газов, которая стала основой научного понимания химической связи. Соединения благородных газов помогли создать противоопухолевые препараты, и сейчас они используются в лазерах».

### Почётные звания и степени
Член:
- Член Лондонского королевского общества (1973)[3]
- Иностранный член Национальной академии наук США (1979)[4]
- Иностранный член Французской академии наук (1989)[5]

Доктор:
- Ватерлоо, Канада, 1968 г.
- Колби, штат Мэн, 1971 г.
- Ньюкасл, Великобритания, 1981 г.
- McMaster University (Университет МакМастер), Онтарио, Канада 1992 г.
- Univerité de Bordeaux I (Университет Бордо I), 1976 г.
- The Edward Kardelj University (Университет Эдварда Карделя), Любляна 1989 г.
- Université de Nantes (Университет де Нант), 1990 г.

Доктор юридических наук:
- Simon Fraser University (Университет Саймона Фрейзера), Британская Колумбия, Канада 1993 г.

Доктор естественных наук:
- Freie Universität (Свободный Университет), Берлин 1998 г..